# Мота (острів)
Мота (колишній острів Цукрова голова(англ. Sugarloaf Island)) — острів у групі Бенкс на півночі Вануату. Його населення  сьогодні близько 700 осіб  — розмовляє мовою мота, яку християнські місіонери англіканської церкви використовували як лінгва франка в деяких частинах Меланезії.

## Назва
Назва Мота є адаптацією місцевої назви M̄ota [ŋ͡mʷota]. Скорінні в інших мовах Торрес-Бенкс включають Mwotlap Am̄ot [aˈŋ͡mʷɔt],  Vera'a M̄ō'o [ŋ͡mʷʊʔɔ] і Vurës M̄ot [ŋ͡mʷɔt]. Усі вони походять від форми * mʷota в Proto-Torres-Banks, що стосується острова. Форма, можливо, споріднена з протополінезійським * motu «острів», від протоокеанського * motus «відламаний, відокремлений».
Той самий корінь міститься в Мота-Лава, назві острова на північ від Моти ‒ етимологічно «велика Мота».

## Географія
Мота знаходиться 18 км на південь від Мота-Лава і 12 км на схід від Вануа-Лава, другого за величиною острова в архіпелазі Бенкс. Злегка овальний острівець має довжину 5 км і має площу 9,5 км². Мота утворена згаслим базальтовим вулканом, який досягає висоти 411 м над рівнем моря в горі Таве. Острів оточений облямованим рифом, а його крутий берег ускладнює висадку з човнів.
Клімат на острові вологий тропічний. Середньорічна кількість опадів перевищує 3500 мм. Для Мота характерні часті землетруси та циклони.

## Історія
Мота для європейського світу була відкрита португальським мореплавцем Педро Фернандесом де Кіросом, який служив в іспанській експедиції 25 квітня 1606 року, і назвала її Nuestra Señora de la Luz (Богоматір Світла). 
Острів відомий тим, що його мовою використовували перші місіонери в Меланезії. Протягом більшої частини століття, починаючи з 1849 року, більшість викладання в класах і школах усіх видів, а також більшість молитов і гімнів від Ізабель у Соломонових островах аж до Пентекост у Вануату виконувалися мовою цього маленького острова. Деякі слова Мота все ще відомі на всьому Меланезійському архіпелазі, наприклад tasiu (брат, взяте тут у релігійному значенні «член братства», тобто Меланезійське Братство)
Англіканський місіонер, антрополог, а пізніше співробітник коледжу Вадхем Роберт_Генрі_Кодрінгтон, жив на Моті та опанував її мову.  Джон Колрідж Паттесон також межкав у селі Веверао. Перший меланезійський священик, отець Джордж Саравія, походив з Моти, і перші християнські хрещення, Євхаристія та Конфірмація були там. Зазвичай Мота вважається першим меланезійським островом, який став християнським, хоча місіонерська робота почалася на рік пізніше, ніж на Анейтіумі .

## Населення
683 особи проживають на Моті  в прибережних селах навколо острова. Назви сіл: Liwotqei, Lotawan, Mariu, Tasmate, Garamal, Tuqetap і Veverao. Населення розмовляє мовою мота.
Усі люди Мота є християнами, англіканами Церкви провінції Меланезія. Великими днями святкування є дні святих церкви в кожному селі на острові. Однак кастом, тобто меланезійські традиції, все ще багато значить для жителів острова.
В даний час островом керує рада вождів, які обираються з кожного села. Існує школа Pasaleli Primary School, яка офіційно називається Panel School. На острові є амбулаторія, де живе медсестра, є доступ до телерадіо та громадського телефону. Існують також невеликі поселення народу Мота в Еспіриту-Санто, особливо в Лоревілко і  затоці Тьортл, а також у Порт-Віла.

## Зовнішні посилання
- Документи в Mota з проекту Кентербері
- O As Oraora n a n 1904 збірка пісень мотою.